# RSAD2
RSAD2 (англ. Radical S-adenosyl methionine domain containing 2) – білок, який кодується однойменним геном, розташованим у людей на короткому плечі 2-ї хромосоми.  Довжина поліпептидного ланцюга білка становить 361 амінокислот, а молекулярна маса — 42 170.
| 10         |  | 20         |  | 30         |  | 40         |  | 50         |
| ---------- |  | ---------- |  | ---------- |  | ---------- |  | ---------- |
| MWVLTPAAFA |  | GKLLSVFRQP |  | LSSLWRSLVP |  | LFCWLRATFW |  | LLATKRRKQQ |
| LVLRGPDETK |  | EEEEDPPLPT |  | TPTSVNYHFT |  | RQCNYKCGFC |  | FHTAKTSFVL |
| PLEEAKRGLL |  | LLKEAGMEKI |  | NFSGGEPFLQ |  | DRGEYLGKLV |  | RFCKVELRLP |
| SVSIVSNGSL |  | IRERWFQNYG |  | EYLDILAISC |  | DSFDEEVNVL |  | IGRGQGKKNH |
| VENLQKLRRW |  | CRDYRVAFKI |  | NSVINRFNVE |  | EDMTEQIKAL |  | NPVRWKVFQC |
| LLIEGENCGE |  | DALREAERFV |  | IGDEEFERFL |  | ERHKEVSCLV |  | PESNQKMKDS |
| YLILDEYMRF |  | LNCRKGRKDP |  | SKSILDVGVE |  | EAIKFSGFDE |  | KMFLKRGGKY |
| IWSKADLKLD |  | W          |  |            |  |            |  |            |

A: Аланін

C: Цистеїн

D: Аспарагінова кислота

E: Глутамінова кислота

F: Фенілаланін

G: Гліцин

H: Гістидин

I: Ізолейцин

K: Лізин

L: Лейцин

M: Метіонін

N: Аспарагін

P: Пролін

Q: Глутамін

R: Аргінін

S: Серин

T: Треонін

V: Валін

W: Триптофан

Задіяний у таких біологічних процесах як імунітет, вроджений імунітет, взаємодія хазяїн-вірус, антивірусний захист, поліморфізм. 
Білок має сайт для зв'язування з іонами металів, іоном заліза, групою 4fe-4s, залізо-сірчаною групою, s-аденозил-l-метіоніном. 
Локалізований у мембрані, мітохондрії, внутрішній мембрані мітохондрії, ендоплазматичному ретикулумі, ліпідних краплях, зовнішній мембрані мітохондрій, апараті гольджі.